# 沢向要士
沢向 要士（さわむかい ようじ、1966年9月1日 - ）は、日本の俳優、ミュージシャン。
北海道北見市出身。血液型はAB型。少林寺拳法は、大拳士六段の腕前。

## 来歴
1986年、アイドルグループ・息っ子クラブのメンバー（背番号1）として、シングル「僕達のSEASON」で歌手デビュー。1987年2月の解散まで在籍。
グループ在籍時から俳優として『プロゴルファー祈子』、『誘惑の夏』等、数々のドラマ、映画、舞台で活動。
1987年5月21日、シングル「JAIL」で沢向要士 THE BURST名義でソロ・デビュー。1988年まで活動。
一時期、芸能活動を休止しており、2002年〜2006年頃、六本木のホストクラブ『PLAYER'S CLUB Dios』でホストとして働いていた。
2016年3月9日に、ソロ・デビュー前に所属していた、息っ子クラブ30周年記念LIVEに参加、再び沢向要士の芸名で活動している。

## 出演

### テレビドラマ
- 月曜ドラマランド もしかして婚約者?（1986年6月、フジテレビ）
- あまえないでヨ!（1987年1月 - 3月、フジテレビ） - 星野慎平 役
- プロゴルファー祈子（1987年10月 - 4月、フジテレビ） - 神島徹 役
- 金曜おもしろバラエティ 悲しみがとまらない（1988年7月、フジテレビ）
- 望郷 15年前に故郷を捨てた男の死（1989年10月、日本テレビ『火曜サスペンス劇場』）
- 女流作家シリーズ「保証人」（1989年11月、テレビ東京『月曜・女のサスペンス』）
- いけない女子高物語 第3話（1990年1月、日本テレビ）
- 消えた婚約者（1990年2月、フジテレビ『男と女のミステリー』）
- ドラマチック22 田舎の王子様スキーへ行く!（1990年3月、TBS）
- 花王愛の劇場 おむこさん（1990年4月 - 6月、TBS）
- トップスチュワーデス物語 第7話（1990年5月、TBS）
- 世にも奇妙な物語（フジテレビ）
  - 「プレゼント」（1990年6月）
  - 「瞳の中へ」（1991年1月）
  - 「シガレット・ボム!」（1991年11月）
- キツイ奴ら!スペシャル 栄冠は君に輝く（1990年7月、TBS『月曜ドラマスペシャル』）
- 夜店の銀子 ウソつきは金モウケの始まり（1990年、TBS『月曜ドラマスペシャル』）
- 女キャスター物語（1990年8月 - 9月、テレビ東京）
- 女正月（1991年1月、TBS『月曜ドラマスペシャル』）
- 赤い殺意（1991年2月 - 4月、フジテレビ） - 三宅丈治 役
- 現代推理サスペンス 乗り合わせた客（1991年3月、関西テレビ）
- 傑作推理受賞作シリーズ「肝っ玉おかみの犯罪」（1991年3月、テレビ東京『月曜・女のサスペンス』）
- あなたの知らない世界「呪い雪」（1991年、日本テレビ）
- ルージュの伝言 Vol.3「卒業写真」（1991年4月、TBS）
- 映画みたいな恋したい「ストリート・オブ・ファイヤー」（1991年9月、テレビ東京）
- DRAMADOS 「おそろしい結婚」（1991年10月、関西テレビ）
- ユーミン・ドラマブックス「リフレインが叫んでる」（1991年10月、TBS）
- NTT薫風ドラマスペシャル 天使の誕生（1991年、日本テレビ）
- 木曜ゴールデンドラマ おめでとう!!（1992年1月、よみうりテレビ/日本テレビ）
- 素敵な恋をしてみたい「I am a girl…」（1992年、TBS）
- 危険な乗客（1992年2月、日本テレビ『火曜サスペンス劇場』）
- 女事件記者立花圭子 第4話（1992年4月、テレビ朝日） - 杉山誠 役
- ヒューマンドラマ ベトナム難民少女(1992年6月、テレビ朝日）
- 豆腐屋直次郎の裏の顔 第1回「ダーリンは強盗がお上手」（1992年7月7日、ABC / アズバーズ） - 藤沢卓二 役
- 昨日の私にサヨナラを（1992年8月 - 9月、テレビ東京）
- ネオドラマ ベンチシート（1992年8月、テレビ朝日）
- 麗子の決闘銃口に愛をこめて（1992年8月、TBS『月曜ドラマスペシャル』）
- 劇的空間 ルームメイト(1992年9月 - 10月、中京テレビ）
- 東京チャッカリ娘!（1992年9月、TBS『月曜ドラマスペシャル』）
- ウーマンドリーム（1992年10月 - 12月、関西テレビ） - 広瀬明日雄 役
- 柴門ふみセレクション「野望の女」（1992年12月、テレビ朝日）
- デパート!秋物語　第11話（1992年12月、TBS）
- 町奉行日記(1992年12月、フジテレビ）
- 季節はずれの海岸物語'93冬 ひとりぼっちの波（1993年1月7日、フジテレビ）
- ドラマシティ'93 ふられ上手（1993年2月、よみうりテレビ）
- ネオドラマ Lesson C（1993年4月、テレビ朝日）
- 誘惑の夏（1993年6月 - 9月、東海テレビ/フジテレビ） - 藤井亮一 役
- この世の果て（1994年1月 - 3月、フジテレビ） - 向井道夫 役
- 火車（1994年2月、テレビ朝日『土曜ワイド劇場』）
- 退職刑事の事件帳 ニセコ積丹殺人事件（1994年3月、TBS『月曜ドラマスペシャル』）
- 告発のカルテ（1994年5月、日本テレビ『火曜サスペンス劇場』） - 持田 役
- 六月の花嫁 造花（1994年6月、日本テレビ『火曜サスペンス劇場』）
- 軽井沢、殺しのレクイエム（1994年8月、テレビ朝日『土曜ワイド劇場』）
- 若者のすべて 第1話（1994年10月、フジテレビ）
- 花王愛の劇場 とっても母娘（1995年1月 - 2月、TBS） - 朝倉顕 役
- シングル・アゲイン（1995年3月、関西テレビ）
- 交通刑務所・刑務官（1995年5月、TBS『月曜ドラマスペシャル』）
- 金田一耕助の傑作推理21 悪魔の花嫁（1995年9月、TBS『月曜ドラマスペシャル』）
- 名奉行 遠山の金さん 第7シリーズ 第5話（1995年9月、テレビ朝日） - 鶴吉 役
- 徳川剣豪伝 それからの武蔵（1996年1月、テレビ東京）
- 外科医・織部英介(1996年2月、TBS『月曜ドラマスペシャル』）
- 京の刺客 西陣を狙う大名の陰謀!（1996年3月、ABC/テレビ朝日）
- 金田一少年の事件簿第2シリーズ 第2・3話「タロット山荘殺人事件」（1996年7月、日本テレビ） - 小城拓也 役
- 尽くす女（1996年9月、日本テレビ『火曜サスペンス劇場』）
- 人間の十字架（1996年、テレビ朝日『土曜ワイド劇場』）
- はるちゃん（1996年9月 - 12月、東海テレビ/フジテレビ）
- 聖龍伝説 第4話（1996年11月、日本テレビ）
- 風葬連峰（1996年、フジテレビ『金曜エンタテインメント』）
- 正当防衛（1997年3月、テレビ朝日『土曜ワイド劇場』） - 庄司俊樹 役
- 新・赤かぶ検事奮戦記5 飛騨古川からくり殺人（1997年7月、テレビ朝日『土曜ワイド劇場』） - 田川 役
- 一色京太郎事件ノート6 京都火祭り鬼面殺人事件（1997年12月、TBS『月曜ドラマスペシャル』）
- 華やかな喪服（1998年4月、テレビ朝日『土曜ワイド劇場』）
- 隠密奉行朝比奈 第2話（1998年6月、フジテレビ） - 早見新八郎 役
- 金さんVS女ねずみ 第20話「罠!帰ってきた婚約者」（1998年9月、テレビ朝日）
- 赤穂浪士（1999年1月2日、テレビ東京） - 岡野金右衛門 役
- 御家人斬九郎 第4シリーズ 第10話「佐次の純情」（1999年、フジテレビ / 映像京都） - 音松 役
- 中学生日記「さなぎ」（1999年6月、NHK）
- 科捜研の女 第7話（1999年11月、テレビ朝日）
- 世紀末!男コンパニオン物語（1999年12月、TBS『月曜ドラマスペシャル』）
- 冤罪（2000年3月、TBS『月曜ドラマスペシャル』） - 草野義巳 役
- 霊感見当たり刑事（2000年、フジテレビ『金曜エンタテインメント』）
- 女同士（2000年7月 - 9月、東海テレビ/フジテレビ） - 田島慎一 役
- 恐妻家探偵の事件帖 殺しのレシピ（2000年10月、フジテレビ『金曜エンタテインメント』） - 秋川芳彦 役
- 指名手配4（2001年5月、日本テレビ『火曜サスペンス劇場』）
- 介護ヘルパー殺人事件簿（2001年、フジテレビ『金曜エンタテインメント』） - 川原明彦 役
- 早乙女千春の添乗報告書11 千葉湯けむりツアー殺人事件（2001年7月、TBS『月曜ミステリー劇場』）
- 事件記者冴子の殺人スクープ3（2001年11月、テレビ朝日『土曜ワイド劇場』） - 井口大介役
- 牟田刑事官VS終着駅の牛尾刑事そして事件記者冴子 エネミィ（2001年12月、テレビ朝日『土曜ワイド劇場』）
- 水戸黄門 第30部 第3話「肝っ玉おかみの決闘・喜連川」（2002年1月、TBS） - 佐吉 役
- ドクVSデカ〜心療内科医＆殺人課刑事の捜査ファイル（2002年12月、テレビ朝日『土曜ワイド劇場』） - 柏木保 役
- あなたの隣に誰かいる 第6話「家庭崩壊」（2003年11月、フジテレビ）
- 大都会の女たち〜新宿編〜（2004年5月、TBS『水曜プレミア』） - 園田史郎 役
- 十津川警部シリーズ33 東北新幹線「はやて」殺人事件（2004年12月、TBS『月曜ミステリー劇場』） - 奥田豪 役
- 捜査検事・右近誠の殺人調書3 遺骨宅配便が暴いた二つの犯罪（2005年3月、テレビ朝日『土曜ワイド劇場』）
- ルビコンの決断「青色発光ダイオードを作った男・中村修二」（2009年7月 - 8月　テレビ東京）
- ホンボシ〜心理特捜事件簿〜 最終話（2011年3月、テレビ朝日）

### 映画
- ウエルター（1987年、東宝）
- 新・同棲時代（1991年、ヘラルド・エース）
- 虚構（1995年、東映）
- 劇場版 仮面ライダー龍騎 EPISODE FINAL（2002年、東映）　※友情出演

### オリジナルビデオ
- ジ・ゴ・ロ アーバンナイトストーリー（1992年、ポニーキャニオン）
- 優しくこたえて TOUCH ME TENDERLY（1992年、ポニーキャニオン）
- 無敵のブックメーカー オンブヤ（1994年、にっかつ）
- BE-BOP-HIGHSCHOOL 極道の娘バトルロイヤル篇（1997年、東映）
  - BE-BOP-HIGHSCHOOL 先輩番長純情篇（1998年）
- 平成残侠伝 狼が斬る!（1998年、東映）
- 極道三国志2 総長への道（1998年、東映）- 大友剛 役
  - 極道三国志3 血染めの九州復讐編（1999年）
  - 極道三国志4 最後の博徒／血の抗争（2000年）
  - 極道三国志5 山陽道10年戦争（2000年）
- 探偵屋の女房（2000年、アンカー・ビジュアルネットワーク）
  - 探偵屋の女房2（2000年）

### 舞台
- 榎本武揚（1991年9月、銀座セゾン劇場）
- ラブ・レターズ（1992年6月・1993年8月、PARCO劇場ほか）
- 迷子の天使たち-命のかたち-（1993年9月・1995年5月 - 6月・1997年9月、新神戸オリエンタル劇場ほか）
- まぼろし探偵-バックストリートプロデュース-（1994年6月、シアターサンモール）
- アナザーカントリー（1994年9月、天王洲アートスフィア）
- ノーマル・ハート（1995年1月、PARCO劇場）
- 真夜中のパーティー（1997年1月、PARCO劇場）

## ディスコグラフィー
発売はCBS・ソニー　すべて沢向要士 THE BURST名義

### シングル
1. JAIL（1987年5月21日）
  - 作詞：岩里祐穂／作曲：羽田一郎／編曲：杉山卓夫
  - B面：ON THE BACK-STREET
2. WAY（1987年9月2日）
  - 作詞：沢向要士／作曲：野口久和／編曲：THE BURST
  - B面：SOPHIA
3. F（1988年3月21日） - アニメ『F -エフ-』初代オープニング主題歌。
  - 作詞：沢向要士／作曲：野口久和／編曲：THE BURST
  - B面：WINNER - オリジナルビデオアニメ『ザ・サムライ』オープニング主題歌。
  - コンピレーション・アルバム『SPIRITS30 ビッグコミックスピリッツ創刊30周年記念 TV&Movieテーマソング集』に「F」収録

### アルバム
1. BURST OUT（1987年9月21日）
2. TROUBLE（1988年7月1日）